# Alex Thomson
Ne doit pas être confondu avec Brian Thompson (navigateur).
Pour les articles homonymes, voir Alex Thomson (homonymie) et Thomson.
Alex Thomson est un skipper britannique, né le 18 avril 1974 à Bangor (Pays de Galles). 

## Biographie
À bord de son sixième bateau Hugo Boss, il participe à son quatrième Vendée Globe en 2016-2017 où il bat le 16 janvier le record de la distance parcourue en 24 heures, en monocoque et en solitaire (536,81 milles), avant de prendre la deuxième place en 74 jours 19 heures, 35 minutes 15 secondes, arrivant aux Sables d'Olonne 15 h 59 min et 29 s après le vainqueur Armel Le Cleac'h. En 2021 il participe à son cinquième Vendée Globe mais il doit abandonner après que son bateau a percuté un OFNI. 
Il met sa carrière de skipper entre parenthèses le 25 octobre 2021, pour « passer plus de temps sur terre qu'en mer » et devient manager d'un skipper, sans exclure un retour sur le Vendée Globe 2028.
En 2023, alors qu'il est acquéreur de l'ancien Imoca Apivia de Charlie Dalin, il signe avec Clarisse Crémer et le groupe L'Occitane afin d'accompagner la skippeuse dans son deuxième Vendée Globe, après avoir été débarqué par la Team Banque populaire,.

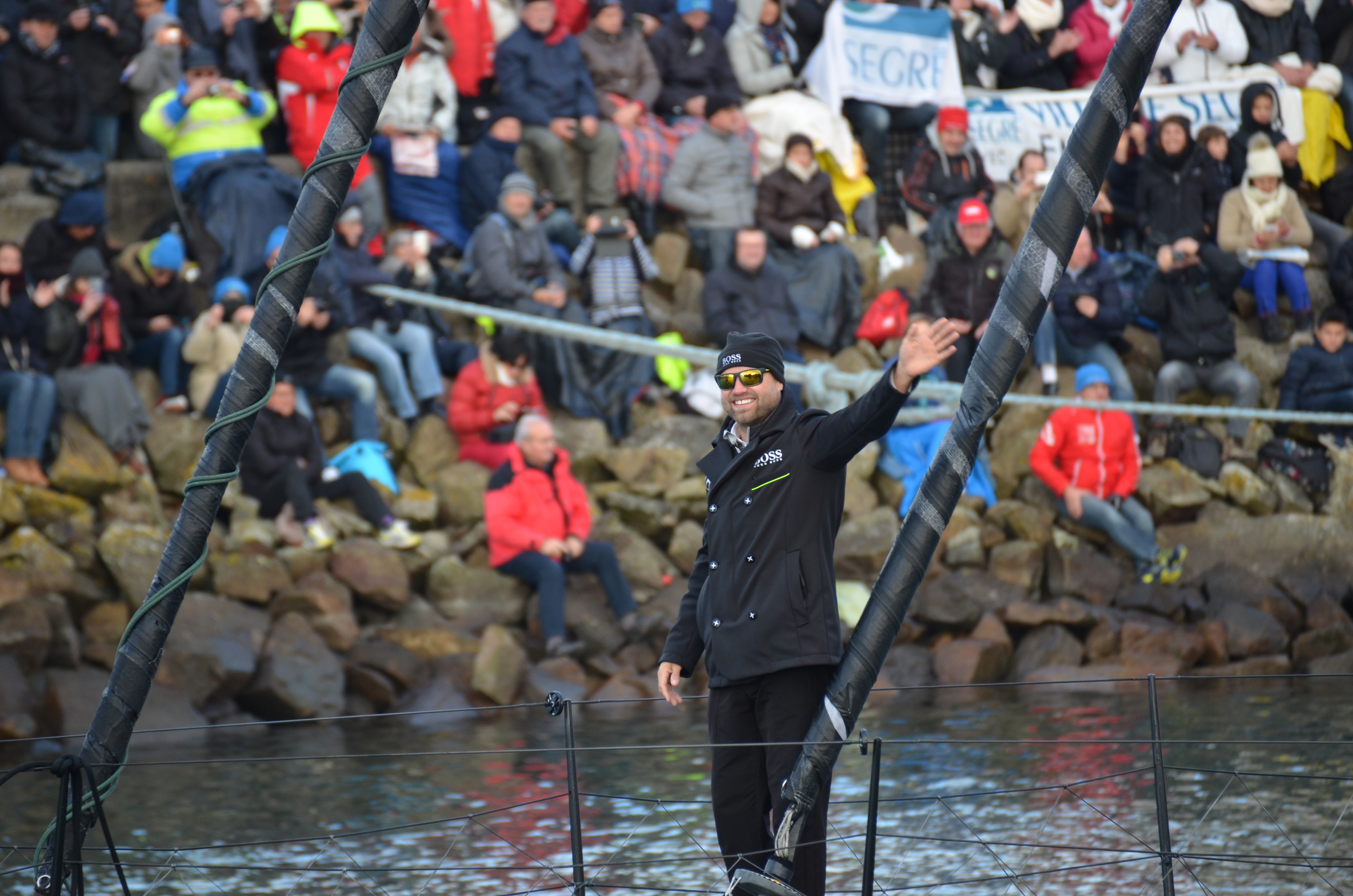
Alex Thomson au départ du Vendée Globe 2016-2017.

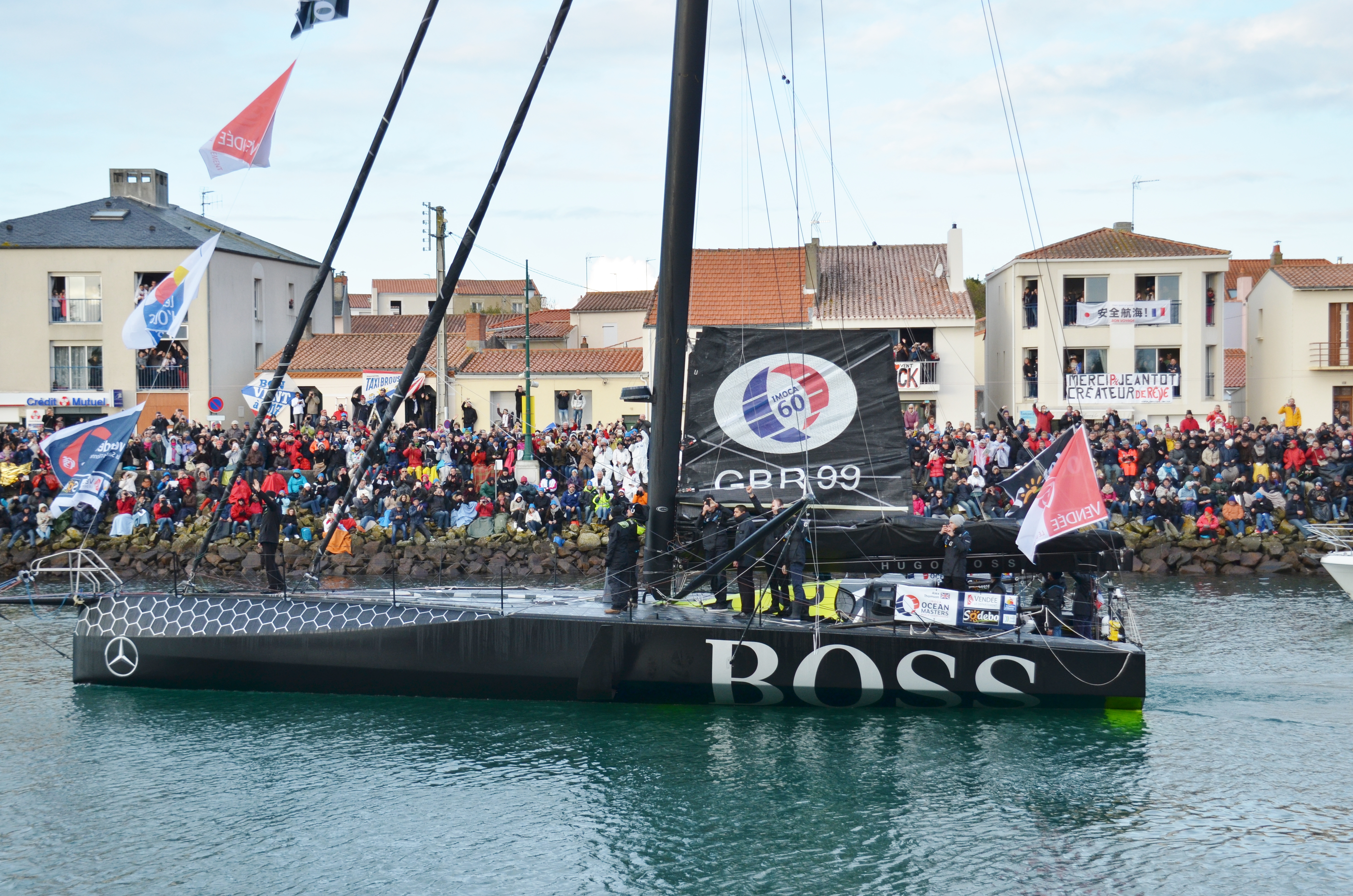
Alex Thomson au départ du Vendée Globe 2016-2017.

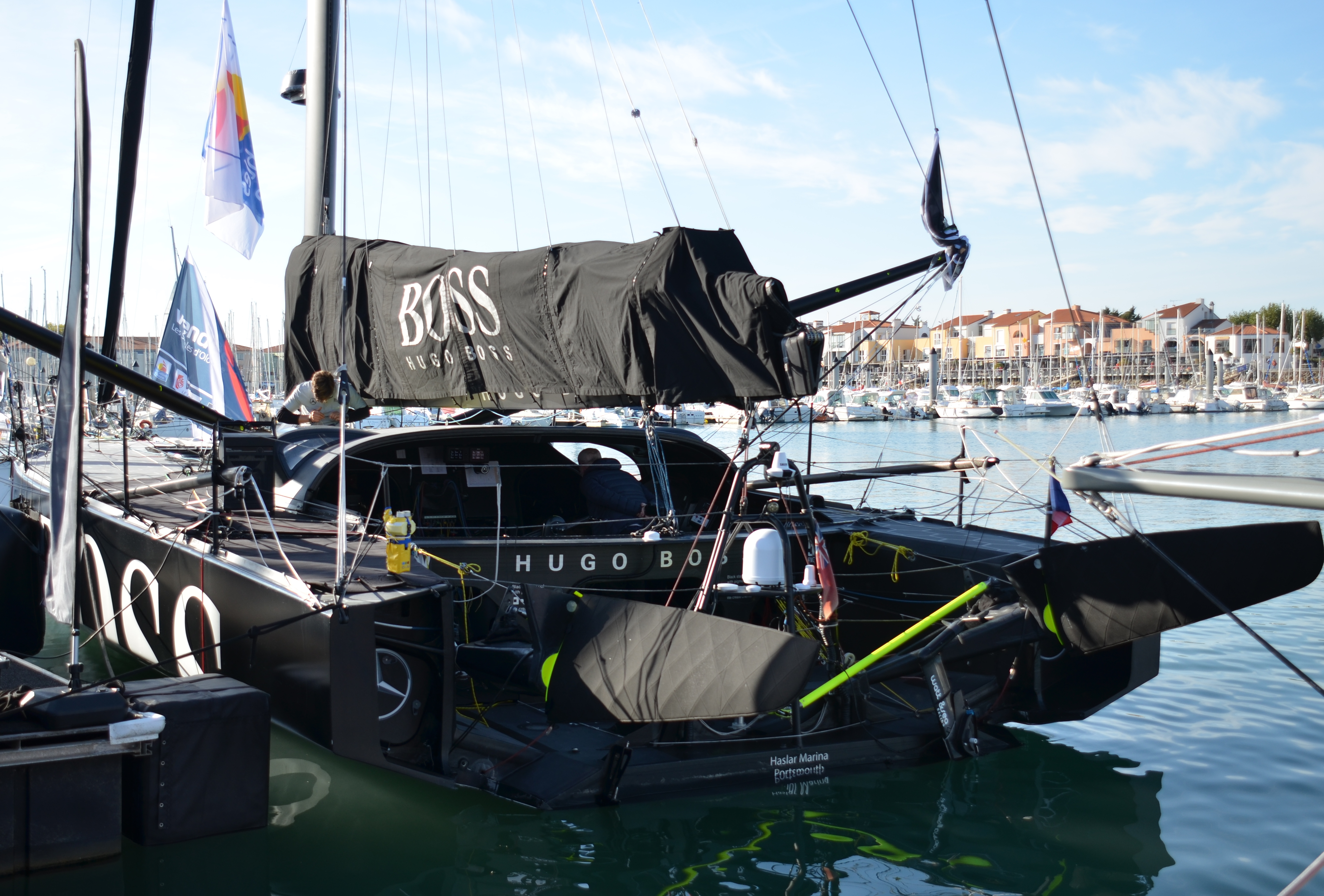
Hugo Boss, sixième Imoca du nom, lancé en 2015.

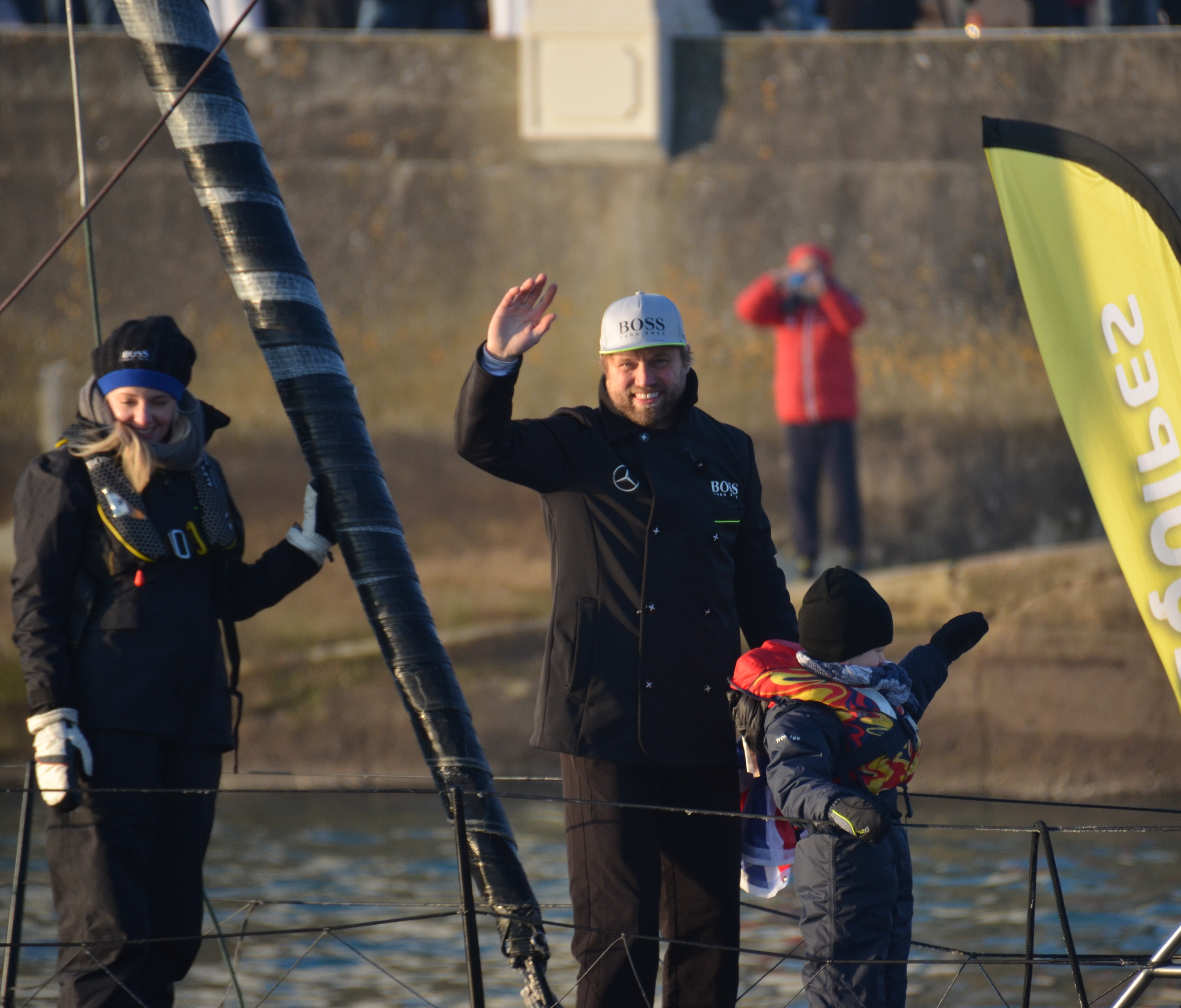
Alex Thomson à l'arrivée du Vendée Globe 2016-2017

## Palmarès

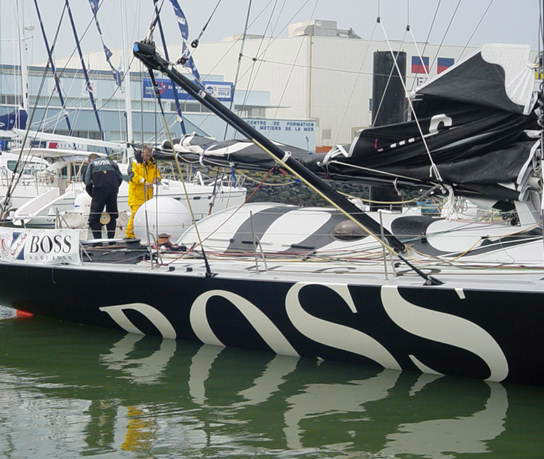
Le 60 pieds IMOCA Hugo Boss d'Alex Thomson au départ du Vendée Globe 2004.

### 1999
- Transat Jacques Vabre : 7e avec Josh Hall sur Gartmore
- Clipper Round The World Race : 1er et devient le plus jeune skipper à gagner un tour du monde

### 2000
- Europe 1 Newman Star : 3e sur Sail That Dream (50 pieds)
- Round Britain and Ireland Race : 1er sur Sail That Dream (50 pieds)

### 2003
- Record de distance à la voile en 24 heures en monocoque en solitaire : 468 milles à une vitesse moyenne de 19,5 nœuds.
- Défi atlantique : 3e sur l'Open 60 AT Racing
- Transat Jacques Vabre : 2e avec Roland Jourdain sur l'Open 60 Sill
- Skipper de l´équipage du Farr 65 Hugo Boss pour la course Rolex Fastnet

### 2004
- Abandon Vendée Globe sur le 60 pieds Hugo Boss . Le 7 décembre, son vit-de-mulet rompt, obligeant Hugo Boss à faire escale au Cap et à abandonner.

### 2006
- Abandon Velux 5 Oceans à bord d'Hugo Boss[5]. À la suite de très graves avaries au cœur d'une tempête dans l'océan Austral, il est contraint d'abandonner son bateau et est sauvé par Mike Golding, un concurrent dans la course[6]. Le bateau, laissé à la dérive dans l'océan Pacifique, est retrouvé en Patagonie en 2016[7]

### 2008
- Abandon Vendée Globe au 2e jour sur le 60 pieds Hugo Boss. Qualifié pour le Vendée Globe 2008-2009, Hugo Boss est victime d'un abordage par un chalutier le 17 octobre 2008, alors que le voilier était au mouillage devant Les Sables-d'Olonne, attendant la marée. Le choc a enfoncé le bordé tribord sur un mètre cinquante de largeur et entraîné le démâtage. La coque est réparée en utilisant une portion de carbone réalisée dans le moule de Generali et le mât est manchonné et renforcé. Hugo Boss est remis à l'eau au bout de douze jours de réparations. Cependant, quatre jours après le départ, Alex Thomson rentre au port et abandonne, en raison du délaminage d'une partie de la coque d'Hugo Boss.

### 2013
- 3e du Vendée Globe en 80 j 19 h 23 min 43 s sur le 60 pieds Hugo Boss . Il porte réclamation contre Synerciel, Mirabaud, Acciona, Initiatives Cœur, Maitre Coq, Energa, Groupe Bel, Gamesa et Virbac Paprec 3 pour non-respect du Dispositif de Séparation du Trafic (DST) Finisterre. Ces bateaux se voient infligés des pénalités plus ou moins importantes selon l'ampleur de leurs violations du dispositif[8]. Juste après le pot au noir, le support d’un ses hydrogénérateurs se détache et brise la barre de liaison qui maintient ses deux safrans solidaires. Il répare sous pilote, à plus de 18 nœuds de moyenne et publie une vidéo du chantier[9]. Dans les mers du sud il rencontre à nouveau des problèmes d'hydrogénérateur qui l'obligent à économiser l'énergie. Il ne peut achever ses réparations qu'après le passage du Horn qu'il franchit en quatrième position à 150 miles de Jean-Pierre Dick. Après que ce dernier ait perdu sa quille le 21 janvier et s’apprête à faire face à du mauvais temps au large des Açores, Alex Thomson infléchit sa route pour venir vers lui et pouvoir lui porter assistance si besoin. Ce geste le prive de la possibilité de finir son Vendée Globe en moins de 80 jours. Il termine la course le 30 janvier 2013 en 80 j 19 h 23 min 43 s et en 3e position à 2 jours 17 heures et 07 minutes du vainqueur François Gabart.

### 2017
- Le 16 janvier, au cours du Vendée Globe, nouveau record de distance à la voile en 24 heures en monocoque en solitaire : 536,81 milles nautiques à une vitesse moyenne de 22,36 nœuds[10].
- 2e du Vendée Globe sur le 60 pieds Hugo Boss. Après avoir pris le départ de la course le 6 novembre 2016[11] il passe en tête le cap FInisterre puis perd des positions en choisissant une route plus près des côtes du Portugal.  9e au moment où Armel Le Cleac'h passe en tête au niveau de Madère il revient en 3e position à l'approche des iles du Cap Vert où il prend la tête le 12 novembre en étant le seul à passer entre les îles.  Le 19 novembre alors qu'il a 130 miles d'avance sur Armel Le Cleac'h, il percute un OFNI dans l'atlantique Sud à 9H35, un de ses foils serait endommagé le ralentissant  jusqu'à la fin de la course[12].   Si son avance tombe à 80 miles dans les jours qui suivent cet accident, il creuse à nouveau l'écart jusqu’au Cap de Bonne-Espérance qu'il double le 24 novembre avec 110 miles d'avance.  Ce n'est qu'après ce cap qu'Armel Le Cleac'h lui reprend du terrain pour prendre la tête le 27 à la longitude de Madagascar.  Il reste au contact de ce dernier et reprend la tête le 1er décembre avant d'être à nouveau passé par Armel Le Cleac'h le 3 décembre.  Leurs positions ne changeront plus jusqu'à l'arrivée aux Sables d'Olonne qu'Armel Le Cleac'h atteindra le 19 janvier 2017 avec une centaine de miles d'avance sur Alex Thomson, celui-ci ayant alors environ 600 miles d'avance sur Jérémie Beyou (3e).

### 2018
- Le 20 juillet, record de distance parcourue en 24 heures en monocoque de 60 pieds et en équipage, à bord de Hugo Boss avec 539,71 milles à une vitesse moyenne de 22,49 nœuds[13],[14].
- Pour sa 1re participation à la 11e édition de la Route du Rhum, son monocoque Hugo Boss percute une falaise au Nord de Grande-Terre, à 75 milles de la ligne d’arrivée ; il est obligé d’utiliser son moteur pour extraire son bateau. Il franchit la ligne d'arrivée 1re position de la catégorie IMOCA mais se voit appliquer 24 h de pénalité. Il est classé 3e, derrière Paul Meilhat et Yann Eliès, arrivé moins d'une journée après.

### Résultats au Vendée Globe
| Édition                | Classement | Temps réalisé         | Retard sur le 1er  |
| Vendée Globe 2004-2005 | Abandon    | -                     | -                  |
| Vendée Globe 2008-2009 | Abandon    | -                     | -                  |
| Vendée Globe 2012-2013 | 3e         | 80 j 19 h 23 min 43 s | 2 j 17 h 7 min 3 s |
| Vendée Globe 2016-2017 | 2e         | 74 j 19 h 35 min 15 s | 15 h 59 min 29 s   |
| Vendée Globe 2020-2021 | Abandon    | -                     | -                  |

## Mast Walk,Keel Walk, etSky Walk
Cintré dans des costumes de son parrain, Alex Thomson réalise trois vidéos virales avec son voilier de 60 pieds entre 2012 et 2016. C'est tout d'abord le Keel Walk : son bateau gité à l'extrême, il s'approche de sa quille qui émerge de l'eau, conduit par un pilote de jet-ski, puis il monte dessus et se tient debout. C'est ensuite le Mast Walk : exploitant à nouveau la gite de son IMOCA, il marche sur son mat jusqu'au sommet. C'est enfin le sky walk : il se fait tirer par son voilier avec un kitesurf et s'envole, toujours en costume, à des hauteurs étonnantes.

## Distinctions
Le 13 juin 2019, à l'ambassade de France à Londres, il est fait chevalier de l'ordre national du mérite, distinction française qui lui est attribuée « en reconnaissance des services rendus dans le monde de la voile ».